# تپه اجاقلار
تپه اجاقلار مربوط به سده‌های میانه و متاخر دوران‌های تاریخی پس از اسلام است و در شهرستان اهر، بخش مرکز ی، دهستان آذغان، روستای آذغان واقع شده و این اثر در تاریخ ۱۵ دی ۱۳۸۷ با شمارهٔ ثبت ۲۳۹۶۰ به‌عنوان یکی از آثار ملی ایران به ثبت رسیده است.